# Władysław Gniady-Trzecieski
Władysław Gniady ps. „Trzecieski” (ur. 30 maja 1888 w Tłumaczu, zm. 15 maja 1918 w Warszawie) – major piechoty Legionów Polskich, kawaler Orderu Virtuti Militari.

## Życiorys
Absolwent szkoły średniej i student Politechniki Lwowskiej. W latach 1913–1914 szef komisji skarbu Polskich Drużyn Strzeleckich we Lwowie, podoficer–kadet drużyn. Od 16 sierpnia 1914 w Legionach Polskich przydzielony do 2 pułku piechoty. 29 września został 1914 mianowany podporucznikiem i adiutantem I baonu. Uczestniczył w walkach pułku podczas kampanii karpackiej. 26 maja 1915 mianowany porucznikiem. 
Szczególnie odznaczył się 7 listopada 1915 podczas bitwy pod Bielgowem, gdzie „podczas nocnego napadu Rosjan, na czele oddziału kompanii sztabowej i żołnierzy, którzy cofali się z frontu, odbił z niewoli część legionistów 2 pp Leg. Został ciężko ranny, lecz akcję doprowadził do pomyślnego końca.” Za tę postawę otrzymał Order Virtuti Militari.
15 grudnia 1915 został mianowany adiutantem pułku. 1 listopada 1916 otrzymał awans na stopnień kapitana piechoty. Od 31 stycznia do 30 marca 1917 uczestniczył w kursie sztabowym w Warszawie. Od 2 lipca 1917 dowodził I baonem 2 pp. Po kryzysie przysięgowym wstąpił do Polskiego Korpusu Posiłkowego. 20 listopada 1917 awansowany do stopnia majora. Od 6 lutego 1918 na kursie lotniczym w Oroszanach. 12 lutego 1918 odwołany do 2 pułku. Był jednym z inspiratorów i organizatorów przejścia II Brygady pod Rarańczą. W II Korpusie Polskim objął zadania szefa Oddziału Operacyjnego. Wysłany przez pułkownika Józefa Hallera z misją do Warszawy, celem przedstawienia Radzie Regencyjnej stosunków panujących w II KP gdzie nagle i niepodziewanie zmarł. Został pochowany na Cmentarzu Wojskowym na Powązkach (kwatera A5-pomnik-4).

## Ordery i odznaczenia
- Krzyż Srebrny Orderu Wojskowego Virtuti Militari nr 6977[1] (pośmiertnie, 17 maja 1922)[5][6]
- Krzyż Niepodległości z Mieczami (pośmiertnie, 17 marca 1938)[7]
- Krzyż Walecznych (pośmiertnie)[1]